# Doug McClure
Douglas Osborne McClure (11 de mayo de 1935 - 5 de febrero de 1995) fue un actor estadounidense, cuya carrera cinematográfica y televisiva se extendió desde la década de 1950 a la de 1990.

## Biografía
McClure nació en Glendale (California). Sus padres eran Donald Reed McClure y Clara Clapp. 
Ganó la fama gracias a sus interpretaciones como "Trampas" en la serie western de la NBC El virginiano, junto a James Drury, Roberta Shore, Lee J. Cobb, Randy Boone, Gary Clarke, y Tim Matheson, este último en las temporadas finales. Antes de El virginiano, McClure actuó en otras dos series: como Frank "Flip" Flippen en el western de la NBC Overland Trail (1960), junto a William Bendix, y como Jed Sills en la serie detectivesca de la CBS Checkmate (1960-1962), junto a Anthony George y Sebastian Cabot.
También trabajó en filmes de ciencia ficción, tales como The Land That Time Forgot. En 1967 interpretó, dirigido por Don Weis, el papel de Errol Flynn en una versión de Against All Flags titulada The King's Pirate, junto a Jill St. John. También coprotagonizó la serie Out of This World hacia el final de su carrera. Junto con Troy Donahue, dio nombre al personaje de Troy McClure en Los Simpson.
Estuvo casado en cinco ocasiones. Sus esposas fueron Faye Brash, la actriz Barbara Luna, Helen Crane, Diane Soldani y Diane Furnberg. Se divorció de las cuatro primeras. Su último matrimonio duró hasta el fallecimiento del actor en 1995, a causa de un cáncer de pulmón en Sherman Oaks, Los Ángeles (California). Fue enterrado en el Cementerio Woodlawn Memorial en Santa Mónica. Una de sus hijas es la actriz Tane McClure.
McClure recibió una estrella en el Paseo de la Fama de Hollywood, en el 7065 de Hollywood Boulevard, por su trabajo en la televisión.

## Filmografía
- Duelo en el Atlántico (1957)
- Gidget (1959)
- The Unforgiven  (1960)
- Los impetuosos (1964)
- Shenandoah (1965)
- Beau Geste (1966)
- The longest hundred miles (1967)
- The King's Pirate (1967)
- Terror in the sky (1971)
- The Birdmen (1971)
- Playmates (1972)
- The Judge and Jake Wyler (1972)
- Die blutigen Geier von Alaska (Alemania, 1973)
- La tierra olvidada por el tiempo (1975)
- At the Earth's Core (1976)
- The People That Time Forgot (1977)
- Los conquistadores de Atlantis (1978)
- Wild and Wooly (1978)
- The Rebels - Pt. 2 of the Kent Family Chronicles (1979)
- Humanoids from the Deep (1980)
- Firebird 2015 A.D. (1981)
- The House where Evil Dwells (1982)
- Cannonball Run II (1984)
- 52 Pick-Up (1986)
- Omega Syndrome (1986)
- Prime Suspect (1988)
- Dark Before Dawn (1988)
- Battling for Baby (1992)
- Dead Man's Revenge (1993)
- Maverick (1994)
- Riders in the Storm (1995)

## Televisión
- The Twilight Zone (1959)
- Checkmate - Jed Stills (1960-1962)
- El virginiano - Trampas (1962-1971)
- Satan's Triangle - Tte. J. Haig (1975)
- Search - C. R. Grover (1972-1973)
- Camisetas contra Pieles (1973)
- Barbary Coast - Cash Conover (1975)
- Raíces - Jemmy Brent (1977)
- Automan -smithers (1983)
- Out of This World - Mayor Kyle Applegate (1987-1991)
- The Gambler Returns: The Luck of the Draw (1994)